# Wechselkennzeichen
Ein Wechselkennzeichen, in der Schweiz Wechsel-Kontrollschild, kurz Wechselschild oder umgangssprachlich Wechselnummer, ist ein Fahrzeugkennzeichen, das für verschiedene zulassungspflichtige Kraftfahrzeuge ausgestellt wird. Dabei ist immer nur jenes Fahrzeug für den Verkehr zugelassen, bei dem das Kennzeichen im Moment verwendet wird.

## Deutschland

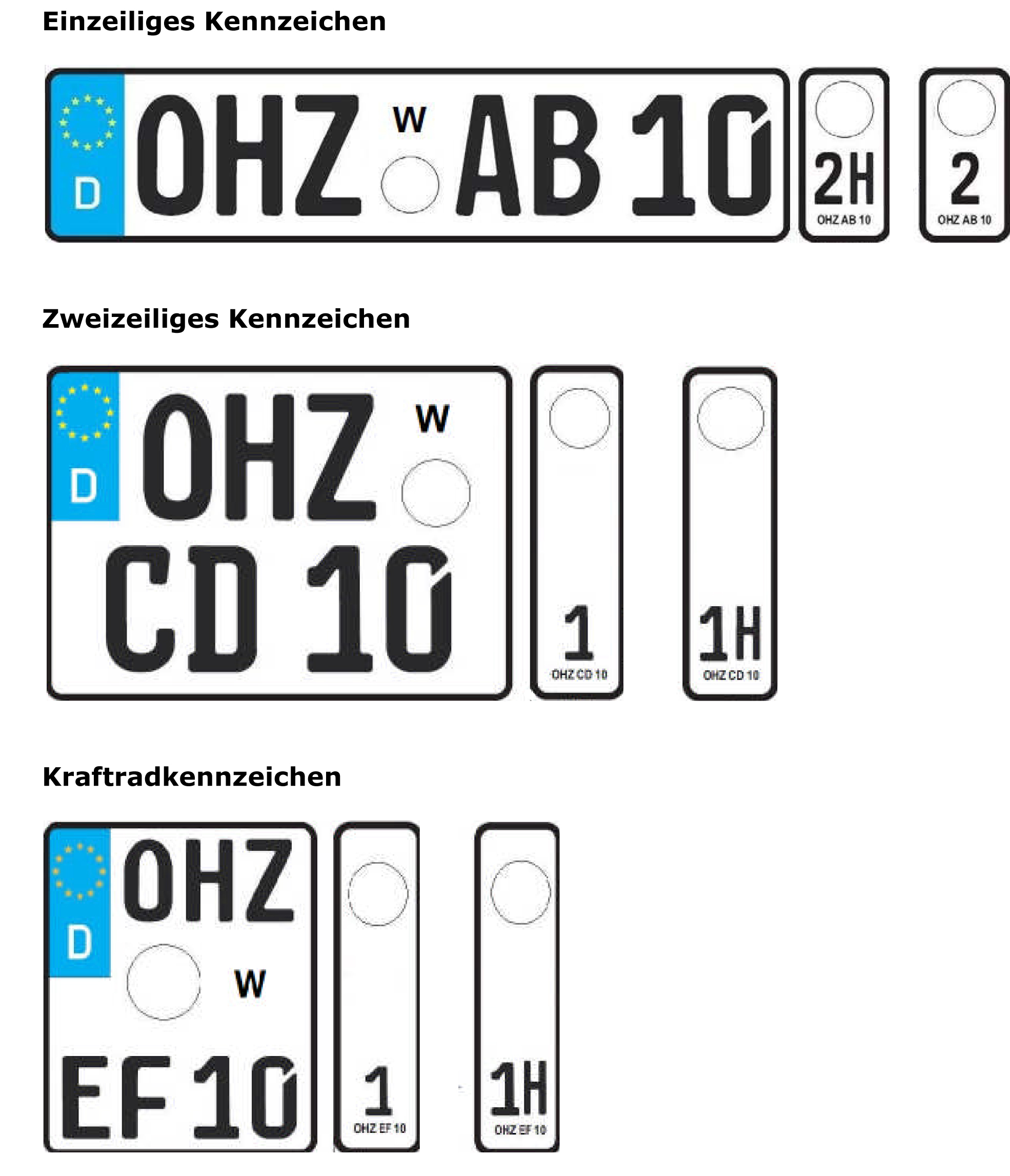
Wechselkennzeichen in Deutschland

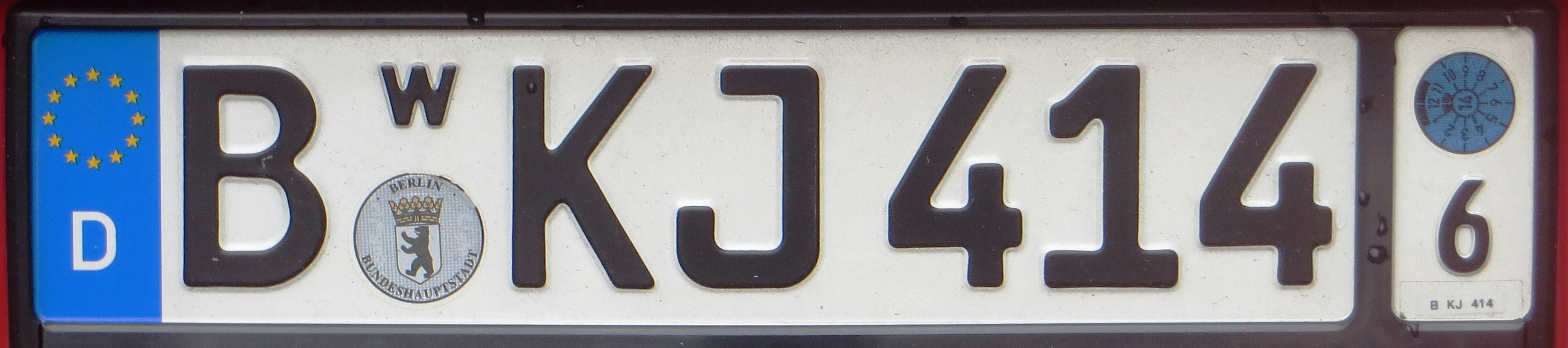
Wechselkennzeichen aus Berlin

Durch eine Änderung der Fahrzeugzulassungsverordnung können in Deutschland seit dem 1. Juli 2012 Wechselkennzeichen ausgegeben werden. Dabei besteht das Wechselkennzeichen aus einem gemeinsamen Teil (Wechselelement), der gegebenenfalls vor der Fahrt umgesteckt werden muss, und je einem starren, fahrzeugbezogenen Teil für jedes Fahrzeug nach dem Muster „OHZ AB 10“ (Wechselelement) + „2“ (starrer Teil). Das bei der Zulassungsstelle eingetragene Kennzeichen des Fahrzeuges lautet somit „OHZ AB 102“. Das hiermit gepaarte Fahrzeug könnte als Kennzeichen beispielsweise „OHZ AB 105“ erhalten, bei dem als starrer Teil „5“ angebracht wird.
Wechselkennzeichen können nur für die EG-Fahrzeugklasse M1 (Kraftfahrzeuge für Personenbeförderung mit maximal acht Sitzplätzen außer dem Fahrersitz), die Klasse L (Krafträder, vierrädrige Leichtkraftfahrzeuge und vierrädrige Kraftfahrzeuge bis 550 kg Leermasse) und die Klasse O1 (Anhänger bis 750 kg zulässiger Gesamtmasse) vergeben werden, sofern beide Fahrzeuge einer Klasse angehören. Zusätzlich müssen die Kennzeichenschilder der beiden verwendeten Fahrzeuge die gleichen Abmessungen haben. Es muss sich nicht um die gleiche Fahrzeugart handeln, man kann auch einen Pkw und einen Oldtimer oder ein Wohnmobil mit demselben Wechselkennzeichen ausstatten. Wechselkennzeichen für Motorräder können auch auf Quads, Trikes und Leichtkrafträdern verwendet werden. Das Wechselkennzeichen darf nicht gleichzeitig an beiden Fahrzeugen geführt werden. Die Bundesregierung geht von Zulassungskosten von rund 65 Euro aus, wenn ein Halter für zwei Fahrzeuge aus dem vorhandenen Bestand Wechselkennzeichen beantragen wird. Es fällt (abweichend zu den Wechselkennzeichen in Österreich und der Schweiz) für beide Fahrzeuge die volle Kfz-Steuer an.
Nach einer Studie des Instituts für Automobilwirtschaft (IFA) würden vor allem der Automobilhandel und das Kfz-Handwerk von dem neuen Wechselkennzeichen profitieren. Auch eine Umfrage der Dekra unter 1800 Autofahrern lässt auf einen gesteigerten Absatz in der Automobilbranche schließen. 37 Prozent der Befragten würden sich demnach im Zuge der Einführung des Wechselkennzeichens „sehr wahrscheinlich“ ein neues Fahrzeug zulegen. Weitere 37 Prozent würden sich „eventuell“ für den Kauf eines Autos entscheiden. Allerdings wurde die Studie vor dem 16. Dezember 2011 auf Basis der ursprünglichen (österreichischen) Version durchgeführt.
Anders als bei der Zweitwagenversicherung können mit einem Wechselkennzeichen versehene Fahrzeuge nicht parallel gefahren werden. Das austauschbare Nummernschild muss immer am aktuell genutzten Fahrzeug angebracht werden. Die Kfz-Haftpflichtversicherung mit einem Wechselkennzeichen tritt demnach nicht in direkte Konkurrenz zur Zweitwagenversicherung. Vielmehr könnte sie das bisher gängige Saisonkennzeichen ersetzen. Die ursprüngliche Idee des Wechselkennzeichens sah vor, dass eine Wechselkennzeichenversicherung auch finanzielle Vorteile für Autofahrer bringen könnte. Eine Fahrzeugversicherungspolice des ADAC sah vor, dass nicht für alle mit einem Wechselkennzeichen versehenen Fahrzeuge Versicherungsbeiträge gezahlt werden müssen. Nur für das Fahrzeug mit der höchsten Typklasse würden Beiträge fällig werden.
Laut Gesamtverband der Deutschen Versicherungswirtschaft bieten die Kraftfahrtversicherer unternehmensindividuellen Versicherungsschutz für Wechselkennzeichen an. Dabei wird berücksichtigt, dass die beiden Fahrzeuge nicht gleichzeitig genutzt werden. Wie viel ein Fahrzeug genutzt wird, ist in Deutschland teilweise bereits in anderen Tarifmerkmalen – wie der Kilometer-Fahrleistung oder der Typklasse – enthalten.
Seit Einführung der deutschen Wechselkennzeichen zum 1. Juli 2012 ist die Resonanz relativ verhalten. Bis zum 31. Dezember 2012 wurden lediglich 2115 Wechselkennzeichen von Zulassungsstellen ausgegeben. Ein Jahr später waren 3229 Wechselkennzeichen registriert. Das grundsätzliche Interesse ist vorhanden, aber die Entscheidung hängt von den finanziellen Rahmenbedingungen ab, die jedoch bei der deutlichen Mehrzahl gegen die neuen Kennzeichen sprechen. Da für beide Fahrzeuge die volle Kfz-Steuer entrichtet werden muss und die Versicherungsindustrie keine nennenswerten Vergünstigungen einräumt, wird in Pressemitteilungen prognostiziert, dass das deutsche Wechselkennzeichen unter den gegebenen Bedingungen von der Bevölkerung nicht angenommen werden wird.
Die Zeitschriften Oldtimer-Markt und Oldtimer-Praxis begrüßten unter Bezugnahme auf dieses Gutachten die Einführung des Wechselkennzeichens ausdrücklich und verwiesen darauf, dass dies ein Konjunkturprogramm der Kfz-Industrie sei, das kostenneutral und ohne Hinnahme des Verlustes historisch wertvollen Materials auskommt, im Gegensatz zur teuren und umstrittenen Abwrackprämie.
Rote Kennzeichen
Eine schon vor 2012 übliche Form des Wechselkennzeichens sind die Roten Kennzeichen, die als Händler-Wechselkennzeichen oder für Oldtimer Verwendung finden. Das Kennzeichen enthält in roter Schrift auf weißem Grund nach dem Unterscheidungszeichen (für die Zulassungsbehörde) die Zahlenkombinationen „06“ (für Händler) bzw. „07“ (für Oldtimer) und weitere fortlaufende Zahlen, die der Unterscheidung dienen, z. B. „EA 0655“. Das sogenannte Sammler-Wechselkennzeichen mit der beginnenden Ziffernfolge „07“ darf für Fahrzeuge ab einem Alter von 30 Jahren verwendet werden. Unklarheit herrscht über den Status von Fahrzeugen mit rotem Kennzeichen im Ausland, beispielsweise bei grenzüberschreitenden Oldtimer-Treffen. Zum 1. Juni 2012 wurde für die Nutzung durch Prüforganisationen die zusätzliche Einführung einer Kennzeichengruppe beginnend mit „05“ durch Einführung eines Absatzes 3 in § 16 der Fahrzeugzulassungsverordnung beschlossen.

## Österreich
In Österreich ist es möglich, bis zu drei Fahrzeuge derselben Fahrzeugklasse (Motorrad, Kraftwagen [Pkw und Lkw], Sonderkraftfahrzeuge und Anhänger) unter einem einzigen Kraftfahrzeugkennzeichen zur Zulassung anzumelden. Für jedes der gemeinsam zugelassenen Fahrzeuge wird eine eigene Zulassungsbescheinigung ausgefertigt, in der der Vermerk „Wechselkennzeichen“ angebracht ist. Seit dem 2. Jänner 2017 wird der Vermerk „Wechselkennzeichen“ nicht mehr angebracht; diese Zulassungsscheine werden nicht mehr zusammengeheftet.
Ein weiterer Ausdruck des jeweiligen Zulassungsscheines mit etwas reduziertem Datensatz wird in das Fahrzeugdokument (Typenschein oder Einzelgenehmigung) eingeheftet und ersetzt die frühere Eintragung des Zulassungsbesitzers.
Wenn das vorhandene Fahrzeug noch keine EU-Nummerntafel mit dem blauen Feld hat, und man das Kennzeichen (die Nummer) behalten möchte, muss man rechtzeitig eine entsprechende Garnitur bestellen, andernfalls bekommt man eine neue Nummer zugewiesen.
Auch die alten schwarzen Kennzeichentafeln gehen bei Anmeldung eines Wechselkennzeichens verloren. Durch die Bezirkszusammenlegungen seit dem Jahr 2013 gehen die Kennzeichen – z. B. FB für den ehemaligen Bezirk Feldbach oder RA für Radkersburg – verloren und werden durch das neue Kennzeichen SO (Bezirk Südoststeiermark) ersetzt. Die Mehrkosten für die neuen Kennzeichen trägt der Zulassungsinhaber.
Es wird eine Garnitur (zwei) Kennzeichentafeln als Wechselkennzeichen ausgegeben, die aber immer nur auf einem der zugelassenen Fahrzeuge gleichzeitig montiert werden darf. Bei Zugmaschinen wird jedoch nur ein Kennzeichen für das Heck ausgegeben. Die anderen Fahrzeuge ohne Tafeln dürfen nicht auf öffentlichen Verkehrsflächen abgestellt werden. Die jeweilige Gemeindeverwaltung kann allerdings nach § 82 StVO eine Ausnahmegenehmigung zum Abstellen eines solchen Fahrzeuges erteilen.
Die Kfz-Steuer und die Kfz-Haftpflichtversicherung richtet sich nach dem Fahrzeug, das in die jeweils teuerste Kategorie fällt. Eine etwaige Autobahnvignette musste bis 2017 hingegen für jedes Fahrzeug separat erworben werden. Mit Einführung der digitalen Vignette 2018 entfiel der mehrfache Kauf.
Fahrzeuge mit Wechselkennzeichen müssen aus nachstehenden Fahrzeugklassen stammen und das gleiche Kennzeichenformat aufweisen: Bei Zuweisung von Wechselkennzeichen wird daher zwischen „einspurigen“ und „mehrspurigen“ Kraftfahrzeugen und Anhänger unterschieden, wobei ein mehrspuriges dreirädriges Kraftfahrzeug, z. B. ein Trike oder ein Motorrad mit Beiwagen, als einspurig gilt. Aus diesem Grund ist es z. B. möglich, einen Pkw, einen Lkw und eine Zugmaschine unter einem Wechselkennzeichen zu führen. Voraussetzung hierfür ist, dass diese Fahrzeuge mit demselben Kennzeichenformat zugelassen werden können.
Kritik gibt es zurzeit nur mehr, dass es nicht möglich ist, ein Motorrad zusammen mit einem PKW auf Wechselkennzeichen anzumelden, was aber auch am Kennzeichenformat scheitern würde.
Bei den Zulassungsstatisiken werden die Fahrzeuge mit Wechselkennzeichen einzeln berücksichtigt, eine getrennte Statistik der Fahrzeuge mit Wechselkennzeichen liegt nicht vor.

## Schweiz
In der Schweiz dürfen Wechsel-Kontrollschilder für höchstens zwei Fahrzeuge derselben Kategorie und desselben Halters mit Standort im selben Kanton abgegeben werden. Die Beträge für Steuer und Versicherung richten sich nach dem teureren Fahrzeug. Sofern gewünscht, fällt eine zusätzliche Teilkaskoprämie für das preisgünstigere Fahrzeug an. Die Kennzeichen sind nicht speziell markiert.